# 가미아마다촌
가미아마다촌(上甘田村)은 이시카와현 하쿠이군에 설치되었던 촌이다.